# آرثر بوشامب
آرثر بوشامب هو سياسي نيوزيلندي، ولد في 1827، وتوفي في 28 أبريل 1910. انتخب عضو مجلس النواب النيوزيلندي ‏.